# バンブー・フライロッド
バンブー・フライロッド（Bamboo fly rod）、あるいはスプリットケーンロッド（split cane rod ）とは、竹から作られたフライ・フィッシング用の竿である。一般にイギリスでは“スプリットケーン”、アメリカでは“バンブー”が用いられる。バンブー・フライロッドの生産、普及の最盛期は1870年から1950年代にファイバーグラスが全盛となるまでのおよそ75年ほどである。しかしながら、熟練の職人によって作られたバンブー・フライロッドはその実用においても最高峰であり続け、所有者たちに評価され崇められている。

## 製造プロセス
1000を超える種、およそ100を数える属の竹の中でも、トンキンケーン（Arundinaria amabilis　もしくはPseudosasa amabilis）が最も多く用いられる材である。かつてはカルカッタケーンが主流だった。トンキンケーンは、もとはトンキン湾周辺の中国広東省の綏江流域だけに自生していた。密な繊維を持つため、最も強度の高い竹の一つと言われている。ロッドに強度と柔軟性を与えるため、バンブー・フライロッド製作者はこうした高い密度を求める。また、曲りの少なさや節の広さもトンキンバンブーが選ばれる理由になっている。
この竹の幹を割き、精密な面がテーパーする等辺三角形構造に加工する。公差は.001インチ単位である。こうして成形した竹を組み合わせ6角、4角、時に8角の断面を持つ積層にする。この際に、面の精度がロッドの直径を規定する。バンブーロッドは形状が鉛筆に似ていると言われることも多い。ロッド、あるいはブランクの直径は数インチ毎に計測される。これらの数値がテーパー、すなわちロッドが細いティップから太いバットに至るまでどのような形状をしているかを決める。これがブランクの性能を産み出す製法である。これらの工程に加え、きわめて繊細な絹糸を用いたガイドの取り付け、バーニッシュ、コルクグリップや木製リールシートの製造を行い、これには40時間を超える職人仕事を要する。

## 歴史
19世紀以前、ほとんどの釣り人は木製の竿を使っていた。「ケーンポール」と呼ばれる丸竹も使われていた。フランス、イギリス、中国、アメリカはそれぞれ近代の「スプリットケーン」ロッドの起源であると主張している。19世紀初頭には、多くの人々が割いた竹の2，3、あるいは4本を貼り合わせる試みをはじめていた。ペンシルベニア州イーストンのサミュエル・フィリップがこのような多辺構造のロッドを製作した最初の人物であると、少なくともアメリカでは認められている。しかしながら、南北戦争以降、鉄道やアメリカ合衆国郵便公社を通して膨張する市民社会への供給を企図した製造業の発達以前には、そのような竿が一般的に使われることは無かった。
当初、ロッド製造者は銃器製造者やH.L.レナードのような職人であった。H.L.レナードは、今日でも大多数を占める6辺構造のロッドをはじめて創り出したとアメリカで認められている人物である。レナードは1874年から亡くなる1907年までロッドの製造を続けた。レナードはクワッドレートと呼ばれる4角形のロッドから製造を試みたが、商業上の理由で6辺から成る6角形のロッドに移行していった。当時、良質な竹材を見つけることは困難だった。手に入るのは焼き跡や虫食いが多いものばかりであった。そのため、クワッドレートに用いる4本のより幅のある材よりも、6本の細い良質な材の方が比較的容易に入手できた。ビル・エドワーズ、クラレンス・サム・カールソン、エベネザー・グリーンらはクワッドレートロッドを製造し、5角や8角断面のバンブーロッドを製造する者もいた。
レナードが創ったのはロッドだけではない。H.L.レナードロッドカンパニーはケーン/バンブーフライロッド製造の機械類も開発した。それらのうち最も重要なのはビベラーである。また、後に独立しロッドの製造販売を行った偉大な職人たちが、レナードの基で技術を学んだ。1964年には火事による工房の焼失もあったが、H.L.レナードロッドカンパニーは経営権の移行を経ながらおよそ80年間ロッドを製造し続けた。1984年、H.L.レナードロッドカンパニーは閉店した。ビベラーを含む機械類はオークションにてマーク・アロナーが落札し、それらを使って彼は自身の名を冠したロッドの製造を続けている。
H.L.レナードロッドカンパニーは創業当初から競合にさらされた。1868年にはトーマス・チャブがマサチューセッツ、Thetfordにロッド製造工場を開いた。1875年までに彼は50人を雇い、広く知られるメールオーダーカタログを通して商品を市場に供給した。フライロッドの販売だけでなく、ロッドビルディングに必要なすべてのパーツも販売した。品質の高いロッドは星印を冠した“トレードマークロッド”として製造、販売を行った。無銘のより安価なロッドも扱った。また、小売店が自信のマークを付けて販売するためのロッドとしても、無銘のロッドを販売した。これら後者の一群は“トレード・ロッド”として知られている。
世紀の変わり目を迎え、トーマス・チャブ・ロッドカンパニーはモンタギュー・ロッドアンドリールカンパニーのEvander Bartlettを筆頭とするグループに買収された。これがバンブーロッド製造産業の巨頭となった。当初はチャブとモンタギュー両方の名義での製造が続いた。チャブはブランド名を施したが、モンタギューはほとんど無銘であった。20世紀初頭に造られた多数のロッドは“トレード・ロッド”であった。IbbotsonやUnion Hardwareといった企業もまた何千本ものロッドを無銘で製造したが、今日では1900年から1930年の無銘のロッドはChubb / Montysと呼ばれている。恐慌によって経済合理性が求められるようになると、チャブの工場は閉鎖され、マサチューセッツ、ペラムにあるモンタギューのメイン工場に合併された。ここで、チャブの銘は終わりを告げた。モンタギューは未だトレード・ロッドの製造におけるリーダーであったが、1920年代の終わりには自社のデカールを付けたロッドの流通をはじめた。1930年代には、$3.00から$35.00までの価格帯で50種類以上のロッドが製造された。The Montague Red Wingが、高品質なロッドとして今日最もよく見られる。ミドルクラスではRapdan、低品質なものではSubeamというロッドがあった。
レナードとモンタギューは、職人と大量生産業者、二つの異なるレベルにあるバンブー・フライロッドの典型である。その他の有名な職人タイプのメーカーとしては、ポール・ヤング、ユースティス・エドワーズ一家、F.E.トーマス、L.L.ディッカーソン、H.W.ホウズ、ビル・フィリプソンなどが居た。高品質の小規模製造業者としては、今日でも質の高いバンブーロッドを造っているR.L.Winston、オービスなどがある。大量生産業者としてはヘドン、サウスベンド、ホロックス・イボットソン、ユニオン・ハードウェアなどがあった。
トンキンケーンの優位性が知られるようになると、竹はすぐにあらゆる釣り竿の材として好まれるようになった。これは1950年に中国製品が通商禁止となるまで続いた。良質な竹を入手できなくなり、また同時に人工繊維の進歩によって、バンブーロッドの製造はほとんど止まってしまった。70年代初頭に通称禁止が終わるまでの間には、ほんの一握りの職人しかバンブーロッドを造っていなかった。バンブーロッドがふたたび人気を得ることが出来た最も大きな要因は、エベレット・ギャリソンとホギー・カーマイケルが“A Masters guide to building a bamboo fly rod”を出版し、バンブーロッドビルディングの秘訣を明かしたことである。

## 現代の釣りにおいて
バンブーロッドはバックキャストの終わりに振動抑制効果を発生させるスムーズかつ流れるようなバックキャストを可能にする。キャストのはじめにも同様の効果を発生させつつ、空中に投げられたラインをフォワードキャストが加速させ、そしてキャスト終了時にはスムーズかつ正確にラインを着水させることができる。熟練者や熱狂者達はバンブーロッドの性能を高級な楽器になぞらえて賞賛している。H.L.レナード、ユースティス・エドワーズ、ジム・ペイン、エベレット・ギャリソンといった偉大な革新者である職人達は、バンブー・フライロッドを単なるスポーツ用品から芸術の域にまで引き上げた。

## 手入れ
バンブーロッドには所有者の手入れが有益である。少々の手入れによって、バンブーロッドは何十年もの間使い続けることができる。清潔を保ち、低温、低湿で直射日光の当たらない場所に保管する。釣りの際は鋭い角度に曲がることを避け、使用しない時は各セクションを外しておく。天然の繊維を保護するよう手入れを行えば、長持ちさせることができる。これによって、何十年、何世紀もの時を経たバンブーフライロッドが今日の釣り人から評価を得ている。

## 参考
- フライ・フィッシング
- H.L.レナード
- ユースティス・エドワーズ
- エベレット・ギャリソン